# Merton of the Movies
Merton of the Movies er en amerikansk stumfilm fra 1924 instrueret af James Cruze.

## Medvirkende
- Glenn Hunter som Merton Gill
- Charles Sellon som Pete Gashwiler
- Sadie Gordon som Mrs. Gaswiler
- Gale Henry som Tessie Kearns
- Luke Cosgrove som Lowell Hardy
- Viola Dana som Sally Montague
- DeWitt Jennings som Jeff Baird
- Elliott Rothe som Harold Parmalee
- Charles Ogle som Mr. Montague
- Ethel Wales som Mrs. Montague
- Frank Jonasson som Henshaw
- Eleanor Lawson som Mrs. Patterson